# Быковский, Валерий Фёдорович

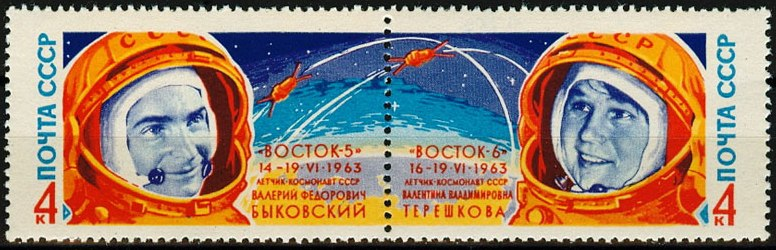
Сцепка почтовых марок СССР, 1963. Восток-5 — Валерий Фёдорович Быковский, Восток-6 — Валентина Владимировна Терешкова.

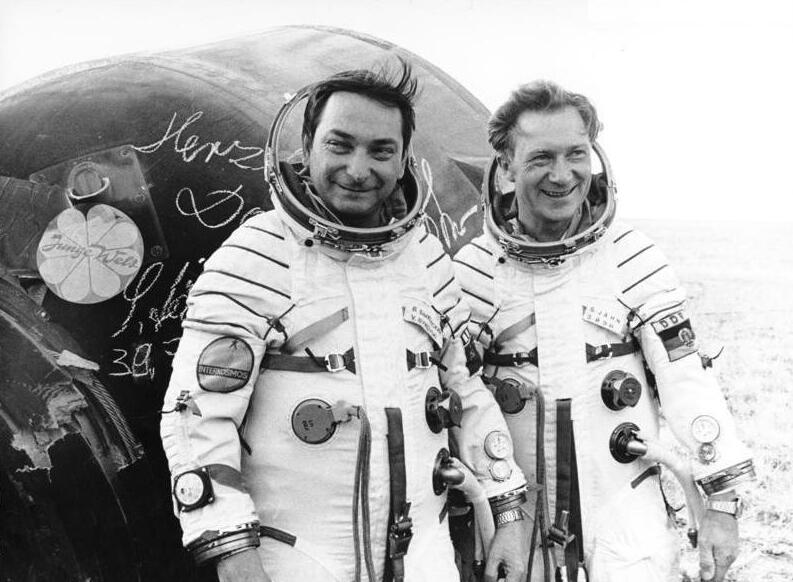
Валерий Быковский (слева) и Зигмунд Йен после приземления, 1978

Вале́рий Фёдорович Быко́вский (2 августа 1934, Павловский Посад, Московская область — 27 марта 2019, Леониха, Московская область) — лётчик-космонавт СССР № 5, дважды Герой Советского Союза (1963, 1976), совершивший три полёта в космос общей продолжительностью 20 суток 17 часов 47 минут 21 секунды. Был единственным из космонавтов, летавших на КК «Восток» или «Восход», кто совершил 3 космических полёта.

## Биография
Родился 2 августа 1934 года в городе Павловский Посад Московской области.

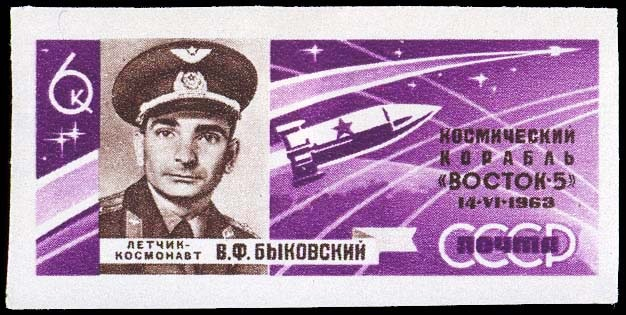
Почтовая марка СССР, 1963 год. Второй в мире групповой полёт В. Ф. Быковского и В. В. Терешковой. Валерий Быковский и пилотируемый космический корабль «Восток-5».

С 1-го по 6-й класс учился в школах городов Павловский Посад, Куйбышев, Сызрань, Москва, Тегеран, где жил с родителями (сотрудниками НКПС СССР). С 7-го по 10-й класс учился в мужской средней железнодорожной школе № 1 Москвы.
Окончил школу московского аэроклуба ДОСААФ, 6-ю военную авиационную школу первоначального обучения лётчиков (ВАШПОЛ) в г. Каменка Пензенской области (1953), Качинское военное авиационное училище лётчиков (1955) и Военно-воздушную инженерную академию им. Н. Е. Жуковского (защитил диплом в январе 1968 года по теме топливной системы ЖРД одноместного воздушно-космического ЛА, проект которого разработала группа слушателей-космонавтов, включавшая Гагарина и Титова.).
С момента окончания Качинского военного авиационного училища лётчиков имени А. Ф. Мясникова в 1955 году был лётчиком-истребителем и служил в истребительном полку Московского округа ПВО.
В состав отряда космонавтов вошёл одним из первых во время первого набора из ВВС в 1960 году. Первый свой полёт в космос совершил в качестве командира корабля «Восток-5» с 14 по 19 июня 1963 года. Продолжительность этого полёта была 4 суток 23 часа 6 минут, он проходил совместно с полётом корабля «Восток-6», пилотируемого Валентиной Терешковой. Во время полёта ЦК КПСС рассмотрел просьбу космонавта и принял его в члены КПСС без прохождения кандидатского стажа. Во втором своём космическом полёте с 15 по 23 сентября 1976 года также был командиром корабля «Союз-22». Полёт продолжался 7 суток 21 час 52 минуты 17 секунд. Третий полёт совершил в качестве командира советско-немецкого экипажа на корабле «Союз-31» (26 августа — 3 сентября 1978 года) для работы на борту орбитальной станции «Салют-6», возвратился на корабле «Союз-29», весь полёт продолжался 7 суток 20 часов 49 минут 4 секунды. За три рейса в космос налетал 20 сут 17 ч 47 мин 21 с. В 1988 году ушёл из отряда космонавтов.
Быковский был командиром экипажа корабля «Союз-2», который должен был стартовать 24 апреля 1967 года для стыковки с запущенным ранее кораблём «Союз-1» и перехода второго и третьего членов экипажа «Союза-2» (Елисеева и Хрунова) для возвращения на «Союзе-1». Ввиду неполадок на «Союзе-1» (полёт которого окончился гибелью космонавта Комарова) старт «Союза-2» был отменён.
В 1965—1969 годах Быковский возглавлял группу советских космонавтов, готовившихся по советским программам облёта Луны Л1/«Зонд» и посадки на неё Л3.
Полёт пилотируемого корабля «Зонд-7» по лунно-облётной программе был предварительно назначен на 8 декабря 1968 года. По предварительным назначениям, Быковский был командиром главного экипажа. Но полёт был отменён, несмотря на то, что экипажи написали заявление в Политбюро ЦК КПСС с просьбой разрешить немедленно лететь к Луне для обеспечения приоритета СССР (американцы планировали аналогичный пилотируемый полёт на 21—27 декабря 1968 года). Дело в том, что предыдущие беспилотные полёты кораблей «Зонд» (Л1) были полностью или частично неудачными из-за неотработанности корабля и ракеты-носителя «Протон». Приоритет остался за США — «Аполлон-8» в запланированные сроки совершил пилотируемый облёт Луны.
Быковский также был командиром одного из экипажей, которые должны были по другой (лунно-посадочной) программе выполнить экспедиции на Луну с высадкой на неё командира экипажа. Эта программа также была отменена ввиду проигрыша СССР в «лунной гонке» после успешной высадки американцев на Луну на «Аполлоне-11» в июле 1969 года.
В 1973 году возглавлял специальный отдел по осуществлению проекта ЭПАС при Центре подготовки космонавтов.

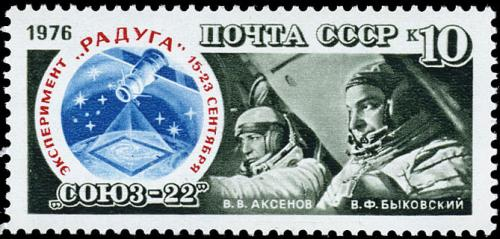
Почтовая марка СССР 1976 года. «Союз-22», фотографирование Земли из космоса. В.В.Аксёнов и Быковский В.Ф.

26 августа 1978 года в качестве командира советского космического корабля «Союз-31» вместе с первым и единственным космонавтом ГДР Зигмундом Йеном выполнил экспедицию посещения на орбитальную станцию «Салют-6». Посадка была совершена на космическом корабле «Союз-29». Полёт длился 7 суток 20 часов 49 минут 4 секунды. После этого совместного полёта Валерий Быковский был внесён в список почётных граждан Берлина.

### Статистика[7]
| #     | Стартовый корабль | Старт, UTC        | Экспедиция   | Корабль посадки | Посадка, UTC      | Налёт                      | Выходы в открытый космос | Время в открытом космосе |
| ----- | ----------------- | ----------------- | ------------ | --------------- | ----------------- | -------------------------- | ------------------------ | ------------------------ |
| 1     | Восток-5          | 14.06.1963, 11:58 | Восток-5     | Восток-5        | 19.06.1963, 11:06 | 4 суток 23 часа 7 минут    | 0                        | 0                        |
| 2     | Союз-22           | 15.09.1976, 09:48 | Союз-22      | Союз-22         | 23.09.1976, 05:24 | 7 суток 21 час 52 минуты   | 0                        | 0                        |
| 3     | Союз-31           | 26.08.1978, 14:51 | Салют-6 (4П) | Союз-29         | 03.09.1978, 11:40 | 7 суток 20 часов 49 минут  | 0                        | 0                        |
| Итого | Итого             | Итого             | Итого        | Итого           | Итого             | 20 суток 17 часов 48 минут | 0                        | 0                        |

С 1988 по 1990 годы работал директором Дома советской науки и культуры в Берлине.

## Смерть
Умер 27 марта 2019 года. Прощание состоялось 29 марта в 12 часов в Доме космонавтов Звёздного городка. Похоронен Быковский в тот же день в подмосковной деревне Леониха, где он жил.

## Семья
Отец — Фёдор Федотович Быковский (1908—1981), сотрудник НКВД (затем КГБ при СМ СССР), работник министерства путей сообщения СССР, с 1959 года находился на пенсии.
Мать — Клавдия Ивановна (1909—19??), домохозяйка.
Жена — Валентина Михайловна (в девичестве Сухова) (1938 г.р.), работала в музее Звёздного городка.
Сын — Валерий (22.02.1963 — 03.05.1985), лётчик военно-транспортной авиации, погиб в авиакатастрофе. Был женат на Татьяне Рождественской (дочери космонавта Валерия Рождественского).
Сын — Сергей (род. 12.04.1965), лётчик-истребитель ВС РФ.
Сестра — Маргарита Фёдоровна Михеева (Быковская) (1931 г.р.), референт Международного инвестиционного банка в Москве.

## Воинские звания
- Лейтенант (28.11.1955).
- Старший лейтенант (28.01.1958).
- Капитан (16.05.1960).
- Майор (10.09.1962).
- Подполковник (14.06.1963).
- Полковник (30.04.1966).

## Награды
Государственные награды СССР и Российской Федерации:
- Дважды Герой Советского Союза, с вручением медали «Золотая звезда» (22 июня 1963 года, 28 сентября 1976 года):
  - Указ Президиума Верховного Совета СССР от 22 июня 1963 года, орден Ленина и медаль «Золотая Звезда» — за осуществление длительного космического полёта на корабле-спутнике «Восток-5»[9]
  - Указ Президиума Верховного Совета СССР от 28 сентября 1976 года, орден Ленина и медаль «Золотая Звезда» — за успешное осуществление орбитального полёта на космическом корабле «Союз-22» и проявленные при этом мужество и героизм[10]
- Орден Дружбы (12 апреля 2011 года) — за большой вклад в развитие отечественной пилотируемой космонавтики и многолетнюю плодотворную общественную деятельность[11]
- Орден Ленина (10 сентября 1978 года) — за успешное осуществление космического полёта на орбитальном научно-исследовательском комплексе «Салют-6» — «Союз» и проявленные при этом мужество и героизм[12]
- Орден Красной Звезды (17 июня 1961 года) — за большие успехи, достигнутые в развитии ракетной промышленности, науки и техники, успешное осуществление первого в мире полёта советского человека в космическое пространство на корабле-спутнике «Восток»[13]
- Орден Трудового Красного Знамени (15 января 1976 года)
- Государственная премия СССР (1989, с соавторами)[14]
- Медаль «За освоение целинных земель» (1963 год).
- Лётчик-космонавт СССР — за осуществление длительного космического полёта на корабле-спутнике «Восток-5»[15]
- Премия Правительства Российской Федерации имени Ю. А. Гагарина в области космической деятельности (13 декабря 2011 года) — за развитие отечественной пилотируемой космонавтики, личное участие в осуществлении первых пилотируемых полётов, развитие международного сотрудничества в области космической деятельности, популяризацию достижений отечественной космонавтики[16].
- Почётная грамота Правительства Российской Федерации (12 июня 2003 года) — за большой личный вклад в развитие пилотируемой космонавтики [17]
- Почётная грамота Правительства Российской Федерации (27 июня 2008 года) — за большой личный вклад в развитие пилотируемой космонавтики и укрепление международного сотрудничества в области космических исследований[18]
- Благодарность Правительства Российской Федерации (17 июля 2009 года) — за заслуги в становлении и развитии отечественной пилотируемой космонавтики, а также в связи с 75-летием со дня рождения[19].
- 9-ю юбилейными медалями.

Иностранные награды:
- Герой Социалистического труда и орден Георгия Димитрова (НРБ, 1963 год)
- Герой ГДР (1978 год).
- Два ордена Карла Маркса (ГДР, 1976 год, 1978 год).
- Герой Труда ДРВ (1963 год).
- Орден Крест Грюнвальда I степени (ПНР, 1963 год).
- Орден Звезды Республики (Индонезия, 1963 год).
- Медаль «За укрепление братства по оружию» (НРБ).
- Медаль «25 лет народной власти» (НРБ).
- Медаль «Братство по оружию» III класса (ГДР).
- Медаль «Братство по оружию» (ПНР).
- Медаль да Лаво (ФАИ).
- Золотая медаль «За выдающееся отличие» и почётный диплом Королевского аэроклуба Швеции.

Прочие награды и звания:
- Золотая медаль имени К. Э. Циолковского АН СССР.

## Звания
Почётный гражданин городов: Павловский Посад, Берлин, Калуга, Ржев, Целиноград, Бургас, Варна (НРБ), Серадз (ПНР), Мирный (Якутская АССР), Каменка (Пензенская область), Хемниц (Германия).

## Память

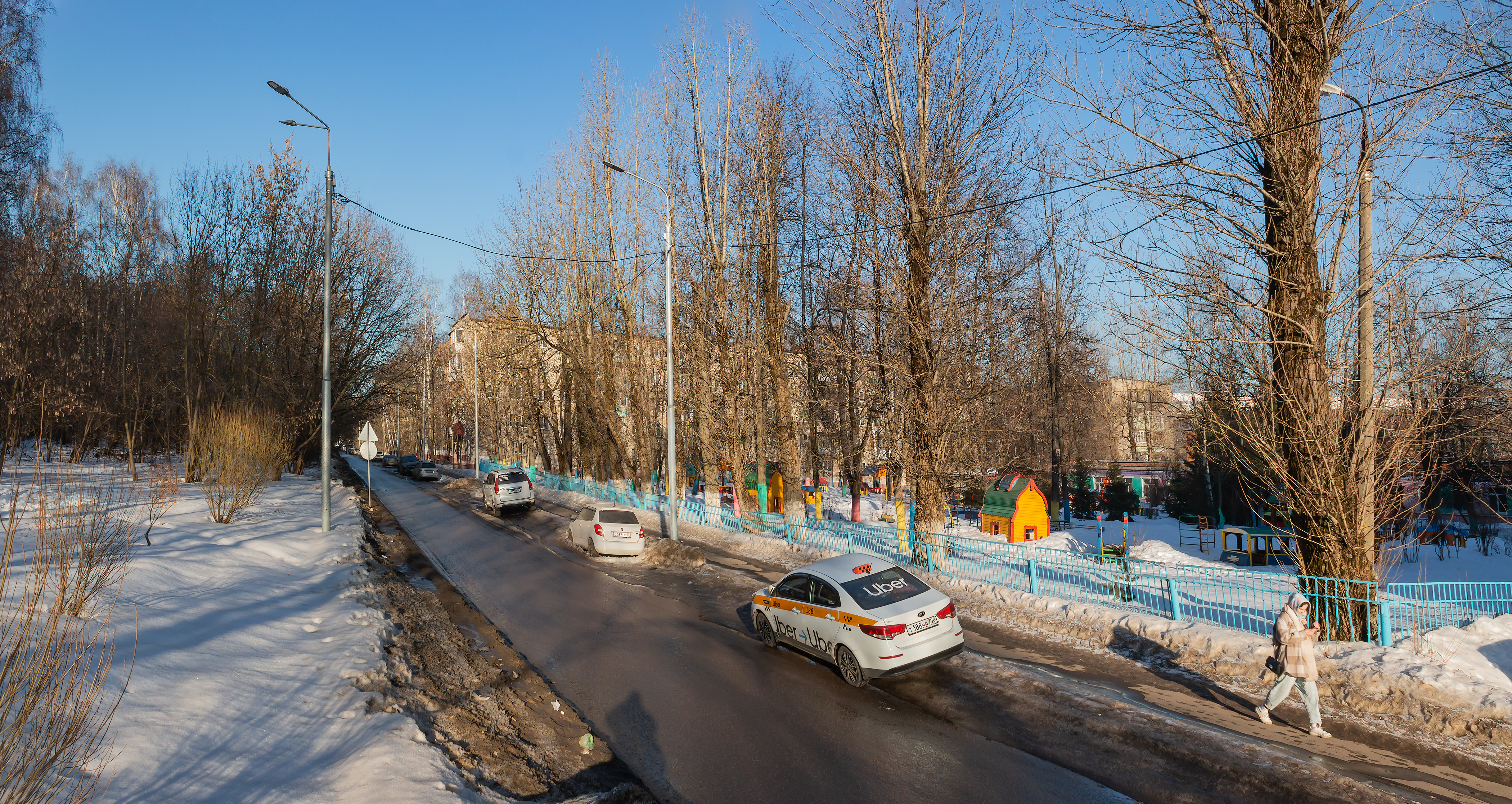
Улица В. Ф. Быковского в Балашихе

Именем В. Ф. Быковского при жизни были названы улицы в Сыктывкаре, Воскресенске, Павловском Посаде, Якутске, Балашихе, Красноярске, Безенчуке, Краматорске, Арцизе, Кушнаренкове, Лазурном, Шахтах, Костанае и Каменке.
Кроме того, его именем названы пионерский лагерь завода ГПЗ-1 (АО «Московский подшипник») в Покрове, алмаз «Быковский» массой 15,74 карат и с 2019 года отряд юнармейцев «Амгинского лицея имени академика Л. В. Киренского» (член клубного формирования «Первая эскадрилья» Юнармейского центра военно-патриотического воспитания Центрального офицерского клуба Воздушно-космических сил Министерства Обороны Российской Федерации).
2 августа 2020 года в Павловском Посаде был открыт Музей космонавта В. Ф. Быковского, созданный на средства Фонда президентских грантов при участии Фонда имени космонавта Павла Поповича и администрации городского округа по инициативе семьи В. Ф. Быковского. Основная часть экспозиции состоит из личных вещей космонавта, переданных семьёй.
В 2021 году были изданы дневники отца Быковского, Федора Федотовича, связанные с полетом сына в космос. Дневники изданы на средства губернаторской премии «Мы рядом ради перемен», лауреатом которой стала Наталья Быковская.

## В кинематографе
- 2017 — «Время первых» — Россия. В роли Валерия Быковского — Владимир Малюгин.